# François Bayrou
François René Jean Lucien Bayrou (Bordères, 25 maggio 1951) è un politico e saggista francese, Primo ministro della Francia dal 13 dicembre 2024.
Presidente del Movimento Democratico (MoDem) dalla sua fondazione nel 2007 ed esponente del centro, è stato candidato alle elezioni presidenziali del 2002, 2007 e 2012, in tutti e tre i casi risultato non eletto. Dal 2004 presiede altresì il Partito Democratico Europeo (EDP).
In aggiunta, dal 1993 al 1997 è stato ministro dell'educazione nazionale in tre governi successivi. È stato anche membro dell'Assemblea nazionale per il seggio dei Pirenei Atlantici dal 1986 al 2012 con brevi interruzioni e membro del Parlamento europeo (MEP) dal 1999 al 2002. È sindaco di Pau dal 2014.
Si ipotizzava che Bayrou sarebbe stato candidato alle elezioni presidenziali del 2017, ma ha deciso di non candidarsi e ha invece sostenuto Emmanuel Macron, che – dopo aver vinto le elezioni – lo ha nominato ministro di Stato e ministro della giustizia nel governo guidato da Édouard Philippe. Il 21 giugno 2017 si è dimesso dal governo nel corso di un'indagine sul presunto impiego fraudolento di assistenti parlamentari da parte del MoDem, avviata all'inizio di quel mese.
Nel 2019 è stato incriminato per "complicità in appropriazione indebita di fondi pubblici” in questo caso. Venne ritenuto non colpevole nel 2024.
È stato nominato alto commissario per la pianificazione da Emmanuel Macron nel settembre 2020.
Il 13 dicembre 2024, Emmanuel Macron nomina François Bayrou come nuovo primo ministro. È il quarto in carica nel 2024 dopo Élisabeth Borne, Gabriel Attal e Michel Barnier.

## Biografia
Figlio degli agricoltori Jean Calixte Bayrou (1909-1974) ed Emma Jeanne Eugénie Sarthou (1918-2009), ed agricoltore egli stesso, dopo la laurea in lettere a Bordeaux e la nomina a professore agrégé di lettere classiche insegna per qualche tempo in un liceo. È autore di numerosi saggi letterari.
I suoi antenati sono del Béarn (Occitania). François Bayrou parla correntemente il bearnese e si batte per la preservazione delle lingue.

## Carriera politica

### Deputato cattolico
Cattolico praticante, all'epoca dell'università aderisce al Centro dei Democratici Sociali (CDS), il partito democristiano erede del Movimento Repubblicano Popolare (MRP) che fa parte dell'Unione per la Democrazia Francese (UDF). Consigliere provinciale dal 1982, è deputato all'Assemblea Nazionale dal 1986. Rieletto nel 1988, 1993, 1997, 2002 e 2007 ma a causa della legge sull'incompatibilità ha lasciato l'Assemblée Nationale nei periodi in cui è stato ministro (1993-1997) o deputato europeo (1999-2002). Al secondo turno delle elezioni del 2012 è battuto dal candidato socialista.

### Presidente del CDS e dell'UDF
Dal 1994 è presidente del CDS, partito che nel 1995 si fonderà con i socialdemocratici costituendo Force Démocrate (FD). Nel 1998 è eletto presidente dell'Unione per la Democrazia Francese (UDF), diventando il capofila delle formazioni politiche liberali e di quelle centriste.

### Ministro dell'educazione nazionale
È ministro dell'educazione nazionale nel governo di Édouard Balladur (1993-1995). Alle elezioni presidenziali del 1995, sostiene la candidatura di quest'ultimo. Ricopre il medesimo incarico in aggiunta a quello di ministro dell'istruzione superiore e della ricerca nel governo di Alain Juppé (1995-1997).

### L'Europa
Vicepresidente dell'Internazionale Democratica Cristiana (IDC). Dopo aver aderito inizialmente al Partito Popolare Europeo (di cui è stato vicepresidente), nel 2004 ha fondato, insieme al partito italiano della Margherita, il Partito Democratico Europeo, di cui diventa co-presidente insieme a Francesco Rutelli.

### Candidato alle presidenziali del 2002
È candidato alle elezioni presidenziali dell'aprile 2002, ottenendo il 6,84% dei consensi e arrivando quarto dopo Jacques Chirac, Le Pen e Jospin. Al secondo turno che vede in ballottaggio Chirac e Le Pen, Bayrou sostiene apertamente il primo, aggregandosi al "soprassalto repubblicano" in cui i leader di tutti i partiti democratici decideranno di fare fronte comune contro il candidato dell'estrema destra chiedendo ai loro elettori di votare per il presidente della Repubblica uscente.

### Presidente della nuova UDF
Subito dopo la rielezione plebiscitaria di Jacques Chirac Bayrou prende le distanze dal capo dello Stato opponendosi alla fusione tra l'UDF e l'RPR che darà vita all'Unione per un Movimento Popolare. E così, dopo le elezioni legislative del giugno 2002, insieme a trenta deputati rifiuta di aderire alla nuova formazione e costituisce la nuova UDF. Alle elezioni regionali e a quelle europee del 2004, l'UDF rifondata conquista il 12% dei voti, riavvicinandosi alle percentuali raggiunte dalla vecchia UDF prima dello scioglimento nel 2002.
Dopo i congressi del 2005 e del 2006, l'UDF adotta una linea politica di centro autonoma sia dall'UMP al governo, sia dal Partito Socialista (Ps). Nel corso del 2006, l'UDF vota una mozione di sfiducia contro il governo di Dominique de Villepin.

### Candidato alle presidenziali del 2007
Bayrou, confermando in parte i sondaggi della vigilia, è visto come l'ago della bilancia fra il presidente dell'UMP Nicolas Sarkozy e la socialista Ségolène Royal, vincitori del primo turno delle presidenziali del 22 aprile 2007 e concorrenti al ballottaggio del 6 maggio.
Secondo i dati ufficiali, il pacchetto Bayrou ammonta a 6.820.119 voti, pari al 18,57%.
Essendo arrivato terzo - e pertanto essendo stato escluso dal ballottaggio - una sua dichiarazione di voto sarebbe determinante a far prevalere uno dei due candidati, anche se Sarkozy, con il suo 31,18% sommato al 12,67% dei due candidati dell'estrema destra (Le Pen e de Villiers) parte da una posizione di sicuro vantaggio. Nonostante le aspettative Bayrou non si sbilancia, limitandosi a dire che non avrebbe votato Sarkozy e dando agli esponenti dell'UDF la libertà di voto. Su ventinove deputati dell'UDF, venti si pronunciano apertamente a favore di Sarkozy.

### Fondatore del MoDem

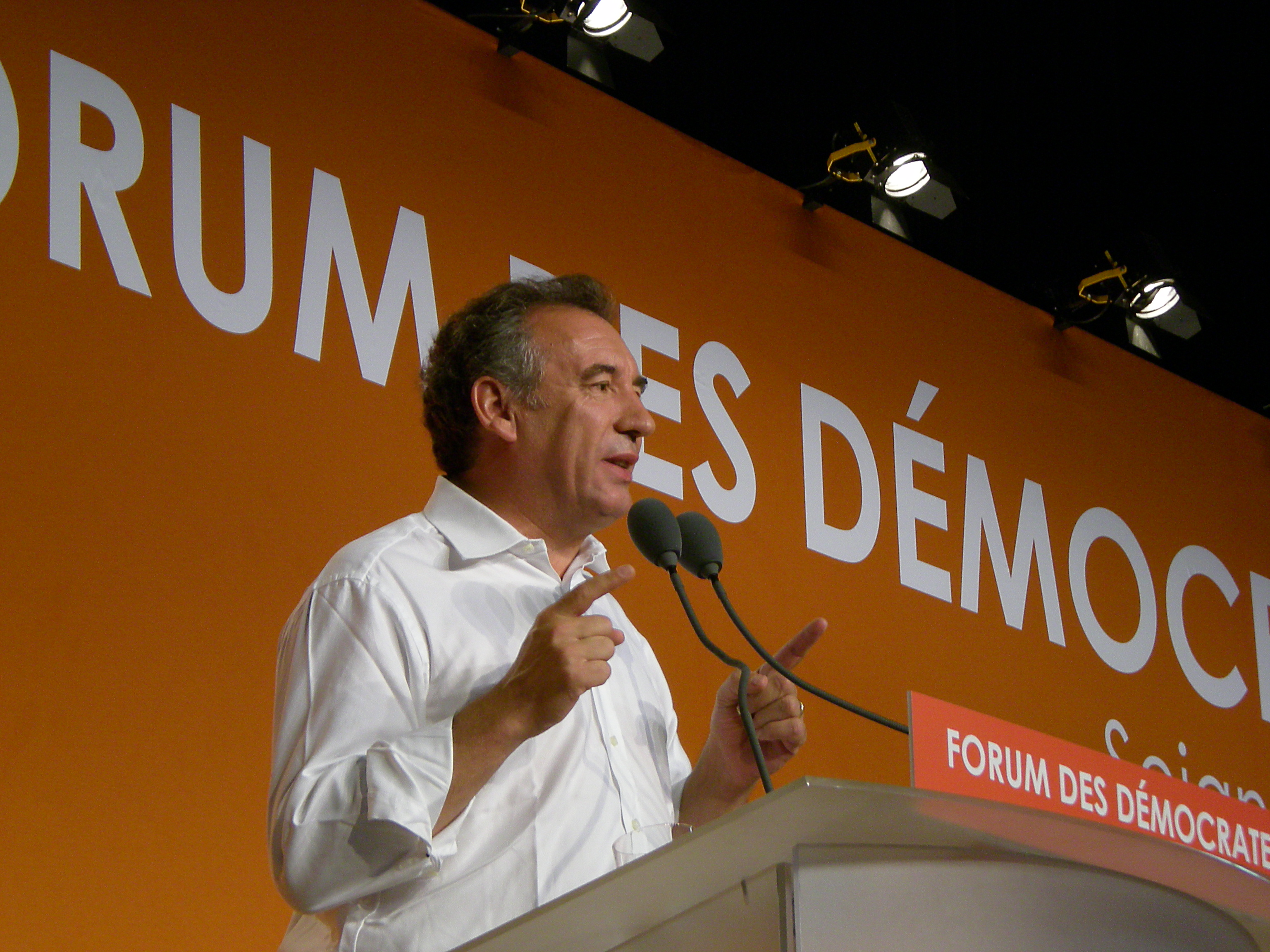
Francois Bayrou durante il discorso di chiusura del Forum dei Democratici 2007 a Seignosse

La sera del 6 maggio Bayrou annuncia la dissoluzione dell'UDF e la creazione del MoDem (Mouvement démocrate), la nuova formazione centrista con cui si presenta alle elezioni legislative del giugno successivo. Il MoDem è formalmente costituito il 1º dicembre 2007, e Bayrou ne assume la presidenza.
Tuttavia, la nuova formazione politica è fortemente indebolita dall'insuccesso elettorale alle legislative del giugno 2007, nelle quali ottiene 1.981.107 voti (7,61%). Il sistema elettorale francese (che penalizza i partiti che non sono in grado di raggiungere accordi elettorali al secondo turno) penalizza ulteriormente il MoDem, che può inviare all'Assemblée Nationale solo tre deputati. Un numero considerevole di defezioni fra i suoi ranghi ha ulteriormente dimostrato la fragilità del movimento centrista.

### Candidato all'elezione a sindaco di Pau
Alle elezioni amministrative del 9 marzo e 16 marzo 2008 François Bayrou si candida a sindaco di Pau. Al primo turno con il 32,61% arriva secondo dietro alla candidata del Parti Socialiste, Martine Lignières-Cassou, che lo supera di soli 432 voti (33,87%). Al secondo turno ha il 38,81%, e per 342 voti è battuto dalla Lignières-Cassou che ottiene il 39,76%. Ma a danneggiarlo è soprattutto il terzo in lizza, il sindaco uscente Yves Urieta passato dal PS all'UMP (da cui aveva ricevuto l'investitura ufficiale) e che al secondo turno ottiene il 21,42% dei voti (27,8% al primo turno).

### Candidato alle presidenziali del 2012
Alle Elezioni presidenziali in Francia del 2012 si candida per il Movimento Democratico (MoDem) ottenendo il 9,13 % (3 275 122 voti) dei consensi elettorali, e posizionandosi al quinto posto tra i candidati. Il 3 maggio annuncia ai media la sua scelta di votare al secondo turno François Hollande, ma soltanto "a titolo personale", e senza dare alcuna indicazione di voto ai suoi elettori. Il successivo 17 giugno Bayrou non viene rieletto deputato.

### Sindaco di Pau
Alle elezioni amministrative del 2014 si candida, sempre per il MoDem, a sindaco di Pau, città governata dal 1972 dai socialisti. Al primo turno il 23 marzo, la sua lista ottiene il 41,9% dei voti, e al secondo turno, che si tiene il 30, è eletto sindaco con il 62,6% dei voti, battendo il candidato del Ps David Habib.

### Ministro della giustizia
Non comparendo nelle elezioni presidenziali del 2017, sostiene la candidatura di Emmanuel Macron che vince e lo nomina ministro della giustizia nel governo di Édouard Philippe. Un mese più tardi, in giugno, si dimette per lo scandalo degli impieghi fittizi al Parlamento europeo. A febbraio 2024, viene ritenuto non colpevole in dubio pro reo.

### Alto commissario per la pianificazione
Il 3 settembre 2020 è nominato alto commissario alla pianificazione dal presidente della Repubblica Emmanuel Macron.

## Vita privata
Sposato nel 1971 con Élisabeth Perlant, nota come "Babette", è padre di sei figli: Hélène, Marie, Dominique, Calixte (attualmente lavora presso l'Università di Liegi in Belgio), Agnès, André, e nonno di ventuno nipoti, come rivela il 6 novembre 2016 nel programma di Karine Le Marchand Une ambition intime.
È l'autore di una biografia di Enrico IV (Henri IV, le Roi libre) che ha venduto 300 000 copie. Grazie ai suoi diritti d'autore, ha avviato con successo l'allevamento di cavalli purosangue.
Ad aprile 2009 Bayrou ha pubblicato Abus de pouvoir (edizioni Plon), un durissimo pamphlet contro la presidenza Sarkozy.

## Nella finzione
Nel suo romanzo di anticipazione Sottomissione (2015) ambientato nel 2022, Michel Houellebecq descrive Bayrou come Primo ministro della Francia.
Nel programma satirico Les Guignols de l'info, François Bayrou è rappresentato come un sempliciotto; questi afferma, avendo saputo tardivamente del personaggio, che fu tentato di interrompere la carriera politica.

## Opere

### Corrispondenza
Gran parte della corrispondenza di François Bayrou è conservata negli Archivi nazionali con il riferimento 692AP.

### Opere edite
- 1990-2000 : la décennie des mal-appris, Paris, Flammarion, 1990 ISBN 978-2-08-066472-3.
- Henri IV, le Roi libre, Flammarion, 1994 ISBN 978-2-08-066821-9.
- Pierre Letamendia (préf. François Bayrou), Le mouvement républicain populaire : le MRP, histoire d'un grand parti français, Beauchesne, 1995 ISBN 2-7010-1327-5.
- Le Droit au sens, Flammarion, 1996 ISBN 978-2-08-067204-9.
- Henri IV raconté par François Bayrou, Perrin jeunesse, 1998 ISBN 978-2-262-01301-1.
- Ils portaient l'écharpe blanche : l'aventure des premiers réformés, des Guerres de religion à l'édit de Nantes, de la Révocation à la Révolution, Grasset, 1998 ISBN 978-2-246-55981-8.
- Hors des sentiers battus : entretiens avec Sylvie Pierre-Brossolette (avec Sylvie Pierre-Brossolette), Hachette littératures, 1999 ISBN 978-2-01-235258-2.
- Relève, Grasset, 2001, ISBN 978-2-246-61821-8.
- Penser le changement (avec Luc Ferry), Atlantica, 2002.
- Nadine-Josette Chaline, François Bayrou et Dominique Baudis, Jean Lecanuet : témoignages de François Bayrou et Dominique Baudis, Beauchesne, 2003 ISBN 978-2-7010-1405-0.
- Oui : Plaidoyer pour la Constitution européenne, Plon, 2005 ISBN 978-2-259-20183-4.
- Au nom du Tiers-État, Hachette Littératures, 2006 ISBN 978-2-01-237250-4.
- Projet d'Espoir, Plon, 2007 ISBN 978-2-259-20162-9.
- Abus de pouvoir, Plon, 2009 ISBN 978-2-259-20876-5.
- Thierry Issartel, François Bayrou, Jean-Pierre Bouchard, et al., « Henri IV : les clés d’un règne », éditions Gascogne, 2010.
- 2012 État d'urgence, Plon, 2011 ISBN 978-2-259-21661-6.
- La France solidaire, Plon, 2012 ISBN 978-2259218016.
- De la vérité en politique, Plon, 2013 ISBN 2-259-22021-5.
- Résolution française, éditions de l'Observatoire, 2017.